# Hôpital Albert-Chenevier

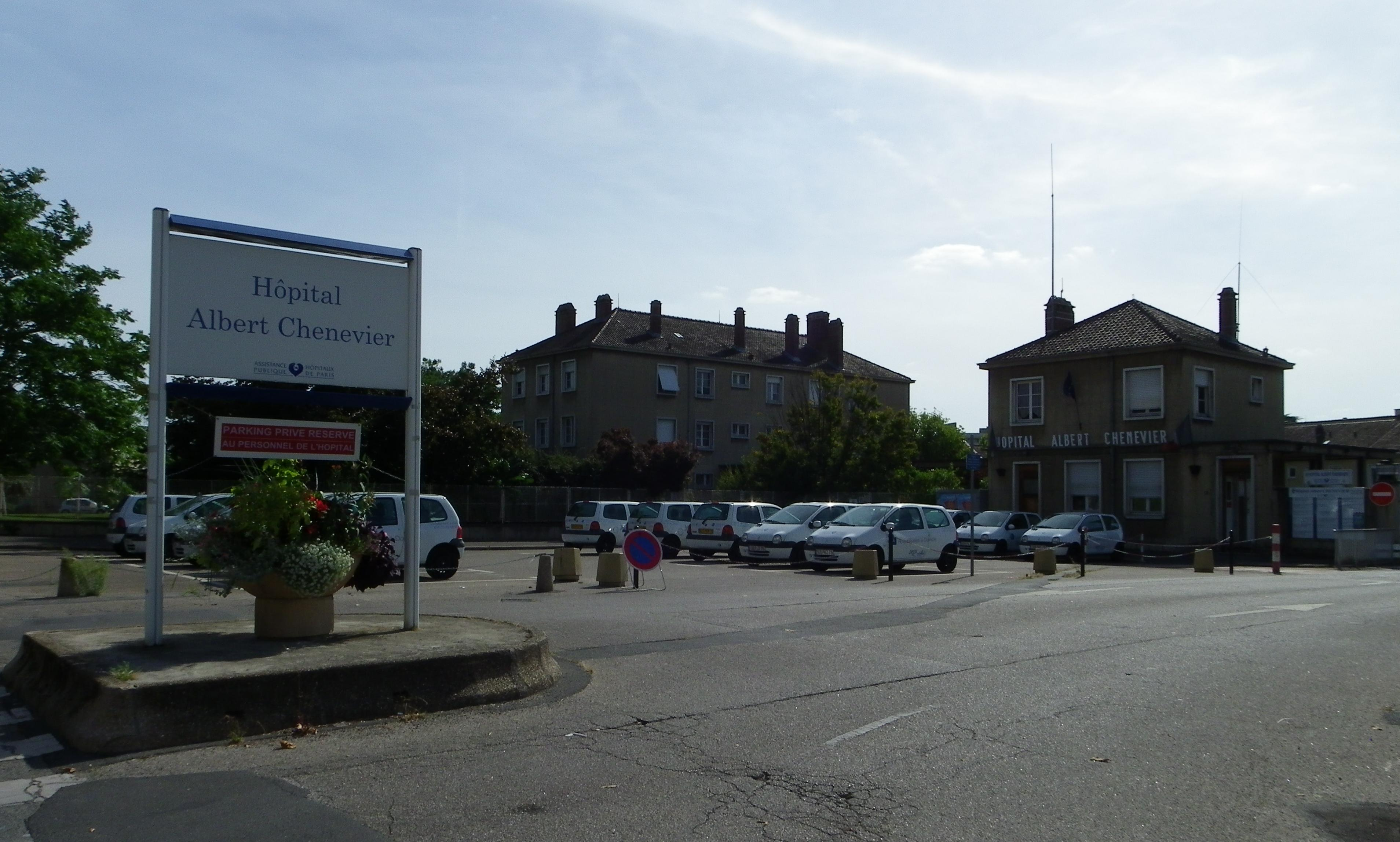
Hôpital Albert-Chenevier

Das Hôpital Albert-Chenevier ist ein öffentliches Krankenhaus in Paris in Créteil im Département Val-de-Marne. Es ist nach Albert Chenevier (1875–1939), dem ehemaligen Generalsekretär des Krankenhausverbundes Assistance publique – Hôpitaux de Paris, benannt.
Das Hôpital Albert-Chenevier hat eine Kapazität von 463 Betten, verteilt auf verschiedene Gebäude in einem Park.